# 系統分類學

進化概念和表形概念的比較。

系統分類學（英語：systematics）是研究物種的演化歷史，以及他與其它物種間的關係的學科，此親緣關係被可視化为具支序的演化樹（別名：系統發生樹，系統發育）。系統發育有兩個組成部分，分支顺序（顯示組的關係）和分支長度（顯示進化的量）。利用生物物種在不同的環境，地區進行不同的演化，以基因或是基因產物，也就是蛋白質的資訊，將物種演化的歷史進行解析。比方說形態上的演化傾向等等。

## 外部連結
- Tree of Life （页面存档备份，存于）